# École nationale supérieure de techniques avancées Bretagne
La École nationale supérieure de techniques avancées Bretagne (ENSTA Bretagne, precedentemente ENSIETA: École nationale supérieure des ingénieurs des études et techniques d'armement) è un'università francese, grande école d'Ingegneria istituita nel 1971, situata a Brest.

## Didattica
Si possono raggiungere i seguenti diplomi: 
- Ingénieur ENSTA Bretagne (ENSTA Bretagne Graduate ingegnere Master)
- laurea magistrale, master ricerca & doctorat (PhD studi di dottorato)
- laurea specialistica, master specializzati (Mastère MS Spécialisé)
- MOOC[3].

## Centri di ricerca
La ricerca alla ENSTA Bretagne è organizzata attorno a 8 poli tematici:
- Architettura navale[4]
- Veicoli Architettura
- Modellazione meccanica
- Energie rinnovabili marine
- Idrografia; Oceanografia
- Pirotecnica; Propulsione
- Sistemi embedded
- Ingegneria e gestione organizzativa